# I miei rimedi
I miei rimedi è un singolo del gruppo musicale italiano La Rua, pubblicato il 14 ottobre 2016 ed estratto dal loro secondo album Sotto effetto di felicità.

## Descrizione
Il brano è scritto da Dardust, Roberto Casalino e Daniele Incicco.
Una cover di Noemi è stata pubblicata come singolo (I miei rimedi) nel 2017.